# Albert Bourlon
Albert Bourlon (Sancergues, 23 de novembre de 1916 - 16 d'octubre de 2013) va ser un ciclista francès que fou professional entre 1936 i 1939 i un cop acabada la guerra entre 1946 i 1951. En aquests anys aconseguí 9 victòries, destacant una victòria d'etapa al Tour de França de 1947, en què arribà a meta en solitari després d'una escapada de 253 km, la qual constitueix l'escapada victoriosa més llarga en totes les edicions del Tour posteriors a la Segona Guerra Mundial.
En el moment de la seva mort era el participant del Tour més vell amb vida, després de la mort de Pierre Cogan el 5 de gener de 2013.

## Palmarès
- 1936
  - Vencedor d'una etapa de la París-Châteaumeillant
- 1937
  - 1r del Circuit de Viena
  - Vencedor d'una etapa de la París-Sant-Jean d'Angély
- 1947
  - 1r de la París-Bourges
  - 1r del Premi d'Ussel
  - Vencedor d'una etapa al Tour de França
  - Vencedor de 2 etapes del Tour de l'Oest
- 1951
  - 1r del Premi de Cosne-sur-Loire

### Resultats al Tour de França
- 1938. 35è de la classificació general
- 1947. 21è de la classificació general i vencedor d'una etapa